# Tønder-sagen
Tønder-sagen er Danmarkshistoriens mest omtalte sag om seksuelt misbrug af børn i nyere tid. Faderen udlånte og udlejede sine to døtre til en række fremmede mænd, som begik seksuelle overgreb mod pigerne, der er fra henholdsvis 1994 og 1997. Sagen blev optrevlet da politiet i Sønderborg den 4. august 2005 modtog et anonymt tip, som førte til en undersøgelse af Tønder-pigernes forløb. Knap tre uger senere, den 24. august 2005, blev forældrene anholdt og først da blev de to piger tvangsfjernet fra hjemmet – selvom offentligt ansatte og almindelige borgere tidligere havde indsendt mindst 14 underretninger med mistanke om omsorgssvigt og offentlige instanser havde tidligere holdt op mod 30 møder – dog uden resultat.
Daværende socialminister Eva Kjer Hansen ville fire måneder efter sagens afsløring i 2005 ikke uddele kritik af Løgumkloster Kommune, fordi "der ikke er tilstrækkeligt belæg for at påtale deres faglige håndtering af sagen". Tønder Kommune, som familien flyttede til i 2004, fik ministerkritik, og en kommunal chef blev fyret. Familien var bosiddende i Tønder Kommune ved efterforskningens begyndelse, selvom misbruget også foregik da familien boede i Løgumkloster Kommune. Siden forældrene blev anholdt, blev der foretaget yderligere 14 anholdelser, og inklusiv faderen fik de 15 mænd sammenlagt 45 års fængsel for at misbruge pigen. Pigen var da 10-11 år. Senere kom det frem, at faderen havde misbrugt både sin ældste og yngste datter. Han blev dømt for incest, samleje med mindreårige og for blufærdighedskrænkelse, hvilket i 2007 resulterede i en dom på 10 års fængsel.  Moderen fik en tidsubegrænset behandlingsdom for medvirken til faderens incest.
De to piger fik en erstatning på samlet set 1.215.000 kr. Den ældste piges erstatning var på i alt 880.000 kroner, mens den yngste fik knap 320.000 kroner i erstatning. I 2014 betalte Tønder Kommune en godtgørelse på 300.000 kroner til den ældste pige og anerkendte dermed svigtet af pigen gennem hendes barndom.
Tønder-sagen har været beskrevet i bøger og dokumentarprogrammer og så er filmen Himlen falder fra 2009, direkte inspireret af sagen.

## Baggrund

### Familien
Den 47-årige far var invalidepensionist pga. en hjertefejl. Flere medier beskrev, hvordan han brugte al sin tid på sport, og at han var passioneret medlem af en lokal motorcykelklub. Senere kom det frem, at han også var medlem af det såkaldte Satanisk Forum. Faderen døde i maj 2020, 62 år gammel. Moderen var organist i en lokal kirke. I 1983 blev hun erklæret skizofren.
Parret mødte hinanden i 1993. I 1994 fødte moren en datter, mens hun i 1997 fødte endnu en datter. Som seksårig begyndte den ældste datter i 2001 i den lokale skole i landsbyen Øster Højst. I slutningen af 2004 forlod moren familien. Parret blev skilt, og hun efterlod sine to døtre hos faren. De to døtre voksede op i et seksualiseret hjem, hvor pornofilm og alkohol var en åbenlys del af dagligdagen. Familien var, da sagen blev optrevlet, bosat i landsbyen Solderup ca. 10 km øst for Tønder.

### Sagens forløb
Den ældste pige blev første gang seksuelt misbrugt af hendes far inden hun var fyldt tre år. Hendes lillesøster blev også udsat for faderens seksuelle overgreb. Kort efter den ældstes skolestart skrev hendes klasselærer til Løgumkloster Kommune: Hun fungerer slet ikke (…) Hun fungerer så dårligt, at børnehaveklassen har behov for en støtteperson. En sundhedsplejerske kontaktede socialforvaltningen i juni 2001, fordi hun plukkede sine øjenbryn og -vipper af. En SFO-leder underrettede kommunen om, at hun var opmærksomhedskrævende, uroskabende og havde svært ved at forstå kollektive beskeder. I 2002 skrev en klasselærer til kommunen, at hun var højtråbende, hysterisk eller grædende og utrøstelig, og at hun ikke tålte berøringer på ryggen. I september 2003 fik forældrene besked om, at kommunen ville indlede en omfattende forældreevne-undersøgelse, der kunne medføre tvangsfjernelse. Der gik dog omkring otte måneder, før kommunen fik sat den i gang.
I 2004 flyttede familien fra Alslev Kro i Løgumkloster Kommune og bosætte sig i landsbyen Solderup i Tønder Kommune. Samtidig kom resultatet fra undersøgelsen i den tidligere kommune, Løgumkloster, der konkluderede at forældrene ikke var i stand til at drage omsorg for børnene, og at børnene derfor skulle fjernes. Dette skete dog ikke, da Tønder Kommune ikke gjorde mere ved sagen. I oktober 2004 forlod moderen familien. Ifølge hende efter, at hendes mand havde udøvet vold mod hende. Hun flyttede efterfølgende på krisecenter og opgav forældremyndigheden. I det følgende år inviterede faren en lang række mænd til hjemmet i Solderup, hvor de begik seksuelle overgreb på den ældste datter. Overgrebene var både oralsex og fuldbyrdede samleje. Prisen var ofte på et par hundrede kroner, andre gange betalte mændene med pizza eller alkohol til faderen. Faderen indrykkede annoncer om hans datter i Den Blå Avis. I avisen lød en annonce eksempelvis: spinkel lolita type, søger steriliseret veludr. husven som tænder på ung pige. Du skal være udholdende og have god tid. Hun er vild i varmen. Manden 39 år, kan li' at se på.
Politiet i Sønderborg kom på sporet af sagen den 4. august 2005, da de fik et anonymt tip om, at en mand misbrugte og udlånte sin datter til sex. Efter tippet begyndte politiet at aflytte hjemmet, og på den baggrund blev faren den 24. august 2005 anholdt. De to døtre blev efterfølgende overgivet til de sociale myndigheder. Mens faren sad varetægtsfængslet forsøgte han at begå selvmord.
Sagen kom først til offentlighedens kendskab, da der faldt tre domme i sagen i november 2005 – domme, der senere blev skærpet i landsretten. Foruden faren blev en række mænd anholdt og sigtet for at have misbrugt pigen. Siden blev moderen også anholdt kort tid, efter at hun havde bedyret sin uskyld i medierne.

### Underretninger om misbrug
I alt modtog Tønder og Løgumkloster kommuner mindst 28 underretninger og udtalelser om børnene. Der blev lavet mindst 12 større eller mindre rapporter om familien og holdt 25 møder med blandt andre psykologer og specialpædagoger. I januar 2006 blev børn og unge-chef Egon Andersen fyret. Begrundelsen for afskedigelsen var ledelsessvigt. Børn og unge-chefen erkendte, at hans afdeling havde været bagud med journalerne, men i et interview med fagbladet Socialrådgiveren udtalte han, at han følte sig svigtet af sin arbejdsgiver. Den 31. januar 2007 viste DR1 dokumentaren Tragedien i Tønder. I dokumentaren kom det frem, at Tønder Kommune var blevet orienteret om, at der var mistanke om seksuelle overgreb i familien.
Daværende socialminister Eva Kjer Hansen rettede hård kritik mod Tønder Kommune. "Tønder Kommune har vidst, at der var tale om omsorgssvigt. De har ikke overholdt gældende regler, og de faglige skøn, der er foretaget i sagen, er jeg uenig i" udtalte hun i december 2005.
I februar 2014 blev Tønder Kommune stævnet på vegne af Tønder-pigens advokat, Nikolaj Nielsen fra advokatfirmaet Elmer & Partnere, med henblik på at få kommunen til at anerkende det svigt, kommunen havde udsat hende for. Kommunen reagerede ved at overdrage sagens akter og stævningen til sit forsikringsselskab, der vendte tilbage med en melding om, at godtgørelseskravet kunne indfries inden for kommunens ansvarsforsikring. Hun modtog 300.000 kroner i godtgørelse fra Tønder Kommune samt kommunens ord for, at hun blev svigtet.

## Retssager
Den 47-årige far blev den 20. februar 2007 idømt 10 års fængsel ved Retten i Tønder. Sagen mod faderen blev kørt som en tilståelsessag, efter han tidligere erkendte samtlige 19 forhold i sagen. Han blev bl.a. dømt for at have haft samleje med sin datter hver 14. dag i et halvt års tid, da hun var mellem 10 og 11 år. Faderen blev også dømt for anden kønslig omgang med sin ældste datter fra hun var to år, og med sin yngste datter, fra hun var seks år gammel. Derudover blev også dømt for vold mod børnenes mor. Samtidig med fængselsstraffen blev faderen dømt til at betale 200.000 kroner i erstatning til den ældste af pigerne og 50.000 kroner til den yngste. Faderen fik samtidig frakendt retten til at have børn under 18 år i sin bolig eller selv bo hos personer, hvor der er børn under 18 år. I retten forklarede faderen, at han fortrød sine gerninger: 
| „ | Jeg ved godt, at det ikke ændrer på de ting, der er sket. Og jeg fortryder inderligt, at jeg været ude af stand til at opfylde mine pligter som forælder og beskytter af mine børn. Og ladt dem i stikken i de år, hvor de har haft mest brug for mig. Jeg ønsker og håber af hele mit hjerte, at mine børn vil komme igennem den svære tid, de må have nu – og engang komme til at leve et normalt liv på trods af den dårlige start, som jeg har været med til at give dem. | “ |

Den 43-årige mor blev den 11. december 2006 ved Retten i Tønder dømt til tidsubestemt psykiatrisk behandling, fordi hun var skizofren. Retten fandt hende skyldig i medvirken til incest udøvet af faren til de to piger, og hun blev dømt til at betale den ældste af pigerne 50.000 kroner i erstatning. Den enige domsmandsret fandt hende skyldig efter anklageskriftet, og da kun den ene datter fik erstatning, skyldes det graden af tilskyndelse til det sexmisbrug, der var sket.

### Øvrige domme
- Ove Pedersen, 54 år, tidligere landmand og fra Branderup ved Løgumkloster.[22] Den 18. november 2005 blev han idømt et års fængsel i byretten. Han blev fundet skyldig i at have sexmishandlet den dengang 10-årige pige. Den 2. februar 2006 skærpede landsretten straffen til to års fængsel.[23]

- Kjeld Erling Nielsen, 61 år, revisor fra Bramming ved Esbjerg.[24] Den 18. november 2005 blev han idømt et års fængsel for anden kønslig omgang end samleje med pigen, der dengang var 10 år. Den 2. februar 2006 skærpede landsretten straffen til to års fængsel.[25]

- Gerhard Trip, 74 år, kontrolassistent fra Abild ved Tønder. Den 18. november 2005 blev han idømt 1 år og 4 måneders fængsel for i fem tilfælde at have haft sex med pigen. Desuden blev han dømt til at betale er erstatning på 45.000 kr. til pigen.[26] Den 2. februar 2006 skærpede landsretten straffen til to år og tre måneders fængsel.[27]

- Sritharan Sriskandarajah, 18 år, tamilsk flygtning. Den 18. april 2006 blev han i byretten idømt et år og ni måneders fængsel for anden kønslig omgang end samleje med pigen.[28] Samtidig skulle han udvises efter afsoningen. Den 12. juni 2006 nedsatte Vestre Landsret straffen til et års fængsel og samtidig slap han for udvisning af Danmark. Det skete under hensyntagen til, at sexmisbruget kun varede et par minutter, at han var seksuelt uerfaren samt hans unge alder. Den 18-årige var selv blevet misbrugt i en alder af 12-13 år og havde derfor ikke lyst til sex med en lille pige, forklarede han i landsretten.[29] Den oprindelige erstatning på 40.000 kr. til pigen blev dog stadfæstet af landsretten.[30]

- Sivasothy Supiramanijam, 35 år, srilankanskfødt mand. Den 18. april 2006 blev han idømt fængsel i 2 år. Manden blev fundet skyldig i at have haft samleje med den dengang 11-årig pige i sommeren 2005. Ud over fængselsstraffen blev han dømt til at betale en erstatning til pigen på 60.000 kroner.[31][32]

- Mogens Bank, 65 år, pensionist fra Højer ved Tønder. Den 19. maj 2006 blev han idømt to år og tre måneders fængsel. Desuden blev han dømt til at betale 60.000 kr. i torterstatning til pigen.[33] Den 7. september 2006 skærpede Vestre Landsret straffen til fængsel i to år og ni måneder.[34] Han blev fundet skyldig i at have haft samleje med den dengang 11-årige pige i juli 2005.[33]

- Bjarne Søndergaard Nielsen, 45 år. Den 19. maj 2006 blev han idømt to og tre måneders fængsel. Desuden blev han dømt til at betale 60.000 kr. i torterstatning til pigen. Han blev fundet skyldig i at have haft samleje med den dengang 11-årige pige i juli 2005.[33]

- Verner Erling Staal, 49 år. Den 19. maj 2006 blev han idømt to års fængsel. Desuden blev han dømt til at betale 60.000 kr. i torterstatning til pigen. Han blev fundet skyldig i at have haft samleje med den dengang 11-årige pige i juli 2005.[33]

- Natkugathas Sithamparanathan, 38 år, srilankansk mand og familiefar. Den 4. juli 2006 blev han idømt tre år og tre måneders fængsel. Han blev også dømt til at betale pigen en erstatning på 80.000 kr. Han blev desuden dømt til udvisning for bestandig efter afsoning af straffen. Han blev fundet skyldig i at have haft samleje med den dengang 11-årige pige to gange i sommeren 2005.[35]

- Ismael Gültekin, 37 år, tyrkisk familiefar til syv børn og pizzeria-ejer fra Esbjerg.[36] Den 25. juli 2006 blev han idømt fængsel i tre år og seks måneder. Han blev fundet skyldig i to gange at have haft samleje med barnet i 2005.[37] Samtidig blev han dømt til at betale barnet 80.000 kroner i erstatning for tort. Den 21. september 2006 lempede Vestre Landsret straffen til tre års fængsel.[38]

- Abdul Jalil Ahadi, 35 år, afghansk flygtning. Han kom til Danmark i 1997 og havde boet i Aabenraa siden 2000.[39] Den 18. august 2006 blev han idømt 2 års fængsel og udvisning af Danmark.[40] Han blev kendt skyldig i at have samleje med pigen, mens hun endnu var 11 år – i juni 2005. Den 5. december 2006 stadfæstede landsretten i Sønderborg dommen.[39]

- Said Mohammed Zakria Hosseini, 23 år, afghansk flygtning. Han kom til Danmark som 16-årig. Hosseini gik på teknisk skole. Den 18. august 2006 blev han idømt 2 års fængsel.[40] Han blev kendt skyldig i at have samleje med pigen, mens hun endnu var 11 år – i juni 2005. Den 5. december 2006 skærpede landsretten i Sønderborg straffen med indrejseforbud i ti år.[39]

- Mustafa Gültekin, 58 år, tysk statsborger med tyrkisk baggrund fra Flensborg, bedre kendt som "Dromedaren". Den 9. november 2006 blev han idømt tre års fængsel og udvisning af Danmark for bestandig for to samlejer. Samtidig blev han dømt til at betale en torterstatning til pigen på 80.000 kroner.[41] Den 13. marts 2007 stadfæstede Vestre Landsret dommen.[42]

- Parameswaran Sinnathambi, 45 år, dansk statsborger, men med srilankansk baggrund. Den 17. januar 2007 blev han i Vestre Landsret idømt seks års fængsel. Han blev blandt andet fundet skyldig i at have tiltvunget sig fem samlejer med pigen og desuden medvirket til, at syv andre mænd havde sex med hende i sommeren 2005.[43] Derudover blev han dømt til at betale pigen 125.000 kr. i torterstatning samt udrede sagens omkostninger.[44]

### Debat om hårdere straffe
Mekanikeren Peter A. Petersen fra Emmerske ved Tønder startede en underskriftsindsamling i november 2005 i protest mod milde domme i pædofili-sager. Den 14. december 2005 afleverede han 30.000 underskrifter til daværende justitsminister Lene Espersen. Espersen sagde efter mødet, at hun tolker de meget stærke krav, som underskriverne rejser, som et udtryk for forargelse over, at straffene i pædofilisager ikke når op i den høje ende af strafferammen.
Faderen blev dømt for overtrædelse af en række forskellige bestemmelser i straffeloven, bl.a. paragraf 210 om incest, paragraf 222 om samleje med mindreårig og paragraf 232 om blufærdighedskrænkelse. I sager, hvor der dømmes for flere forskellige forhold efter flere forskellige bestemmelser, udmåles en samlet straf inden for den strengeste af bestemmelsernes strafferammer. I Tønder-sagen findes den strengeste strafferamme i Straffeloven § 222, stk. 2 (om samleje med barn under 12 år). Den giver mulighed for at idømme op til 12 års fængsel. Dommen på 10 års fængsel i sagen, hvor den relevante strafferamme lyder på maksimalt 12 års fængsel, markerede, at domstolen samlet havde anset faderens forhold for ganske grove. Det kan også nævnes, at der teoretisk set er mulighed for at dømme op til 18 års fængsel i en sag som denne. Efter Straffeloven § 88 kan straffen nemlig overstige den strengeste af de pågældende strafferammer med indtil 50 pct., hvis særdeles skærpende omstændigheder foreligger. Denne hjemmel er dog forholdsvis sjældent anvendt.
Tønder-sagen gav anledning til adskillige læserbreve, hvori danskere udtrykte deres forargelse over dommene, som de anså som alt for milde.

## Dokumentarer og film
I 2007 viste DR1 dokumentaren Tragedien i Tønder. I 2016 stod den ældste Tønder-pige frem i TV 2's kriminalmagasin Station 2. For første gang stod Zandra Berthelsen frem med ansigt og fortalte sin historie. I 2009 kom den danske spillefilm, Himlen falder. Handlingen er inspireret af Tønder-sagen. Filmen er skrevet og instrueret af Manyar I. Parwani.